# Miquel Silvestre
José Antonio Miquel Silvestre (Denia, Alicante, 23 de diciembre de 1968) es un escritor español, productor audiovisual y aventurero que ha publicado novelas, cuentos, obras de teatro,  reportajes, libros y documentales sobre sus viajes para diversos medios de comunicación como El País, ABC o Radio Televisión Española.
Actualmente sigue realizando viajes y produciendo documentales en la plataforma audiovisual NomadaTV.

## Biografía
Licenciado en derecho, tras acabar su carrera universitaria opositó a registrador de la propiedad, plaza que ganó en 2003 con el número 1 de su promoción. En 2008 pidió una excedencia indefinida y sin sueldo para viajar con su moto y dar una vuelta al mundo que llamó Ruta Exploradores Olvidados.
Miquel Silvestre comenzó una exploración por los cinco continentes para estudiar la historia de personajes históricos, como el capitán Francisco de Cuéllar, Núñez Cabeza de Vaca, Juan Bautista de Anza, el coronel Carlos Palanca, o los religiosos como Fray Junipero Serra, el jesuita Pedro Páez, a diplomáticos como a Ruy González de Clavijo, a Adolfo Rivadeneyra, y así escribir los libros que comprenden ‘Un millón de piedras World Tour’, con una duración entre 15 y 18 meses, a lomos de una BMW R1200 GS a la que bautizó con el nombre de "Atrevida" al ser el nombre de una de las dos goletas de la Expedición Malaspina.
Durante esas aventuras realizó centenares de reportajes de temática histórica y política para algunos medios de comunicación españoles, en especial para los periódicos ABC, El País, La Nueva España, Solo Moto, Yorokobu, o la revista de la aerolínea española Vueling, trabajando para Radio Televisión Española en la serie televisiva Diario de un nómada.

### Libros de viajes
- Un millón de piedras, 2009, un recorrido por África. Editorial Barataria y luego Silver Rider Prodaktions

- La emoción del nómada, 2012, Un viaje por Asia central y Oriente Medio, Ediciones Comanegra y luego Silver Rider Prodaktions

- Europa Nómada, 2013, (incluye Europa Lowcost, Comanegra, 2011, y La fuga del náufrago, Barataria, 2013)

- Nómada en Samarkanda, 2014, un viaje por la ruta de la seda, Silver Rider Prodaktions

- Diario de un Nómada, (Plaza & Janes 2015), Sudamérica en moto, actualmente publicado por Silver Rider Prodaktions como Nómada en Sudamérica

- Operación Ararat, (Plaza & Janés, 2017) El Cáucaso hasta Armenia

- Manual de aventura overland,  2018, Silver Rider Prodaktions

- La vuelta al mundo en moto, Ruta Exploradores Olvidados, 2021, Silver Rider Prodktions

### Otras obras
Ha publicado tres novelas.
- La dama ciega. Trata sobre una historia en que Aurora Torres, una abogada cínica, una mujer de vuelta de casi todo, se ríe de los que todavía creen en la justicia, de los ingenuos que buscan mundos mejores, de los salvadores de las patrias, de los biempensantes de todos los pelajes. Para ella no existe más razón que la suya. La razón del que atiende a sus vicios y necesidades por encima de cualquier otra consideración.

- Mariposas en el cuarto oscuro. Narra la historia de un hombre que ya no quiere ser Registrador de la Propiedad, y que lo que en realidad le conviene a sus nulas aspiraciones de futuro es limitarse a amar platónicamente a una muñeca neumática, y ello mientras despacha simulada ferralla genital en un sórdido sex shop para una extravagante caterva de parroquianos.

- Spanya SA. Es una novela futurista, en la que la ciencia ficción se mezcla con la realidad, el amor con el dinero, y los extraterrestres con los pobladores de una península olvidada. En el año 2337 los Estados ya no existen, la política está totalmente sometida a las reglas del libre mercado y las naciones son multinacionales dirigidas por ejecutivos despiadados.

Ha participado en varias antologías colectivas, como Historias de Vida, (Editorial Silva, 2001), Primera Santología de Personajes Elevados (Ediciones La Discreta, 2003)
o Hank Over, libro homenaje a Bukowski (Ediciones Caballo de Troya, 2008) un homenaje colectivo al escritor norteamericano Charles Bukowski. Ha colaborado con un relato titulado “On the soviet road” en la recopilación Beatitud: visiones de la beat generation, publicado por Ediciones Baladí, en la que 33 escritores homenajean a los iconos de la generación beat, Jack Kerouac, Allen Ginsberg, Neal Cassady y William Burroughs entre otros.
Ha publicado asimismo el libro de cuentos Dínamo estrellada, la reseña autobiográfica Un millón de piedras, y la guía de viajes low cost Europa low cost sin dejar de trabajar.

## Premios y galardones
- Premios Gredos[11]
- Certificado BIOSPHERE[12]

- Premios Zapping[13] edición XXV[14]

- Finalista Premios Iris 2021 a mejor realizador por Diario de un Nómada

## Series TV
- Viajes prehistóricos (2009 en adelante)
- El gimnasio del barbas (2023)
- Explorando estaciones de ski (2022-2023)
- Trópico Polar Expedición (2023)
- Episodios Nacionales(2022)
- Expedición Trajano (2022)
- Portugal. N222 Duero hasta Oporto (2021)
- Opiniones polémicas del barbudo radical (2022)
- Marruecos Inusual (2022)
- Viajes por España Interior (2020-2021)
- Rutas Trail legales en Madrid (2022)
- Curso off road maxitrail (2022)
- Moto Nómada en Asia Central (2019)
- Makings Off (2014-2022)
- Rutas off españolas con trail ligera (2022)
- Pruebas de equipo y material (2021-2022)
- Rutas del Silver Reader Motoclub (2021-2022)
- Construyendo La Gorda (2020)
- Ruta Cabo Norte (2010-2018)
- Motos Clásicas (2021-2022)
- AutoNómada (2021)
- La vuelta al mundo en moto (2011-2012)
- Moto Nómada Prime Video (2018)
- Miquel Silvestre por Marruecos (2019)
- Miquel Silveste en Mongolia (2019)
- Miquel Silvestre en Portugal (2021)
- MotoNómadas (2013 - 2018)
- Miquel Silvestre por España (2018-2022)
- Ruta Embajada Samarkanda (2013)
- Diario de un nómada:
  - Temporadas

| Temporada | Título                         | Estreno                  | Episodios |
| --------- | ------------------------------ | ------------------------ | --------- |
| 1         | América                        | 25 de enero de 2015      | 13        |
| 2         | Ruta 66                        | 26 de abril de 2015      | 10        |
| 3         | Operación Ararat               | 13 de marzo de 2016      | 14        |
| 4         | Destino Dakar                  | 18 de septiembre de 2016 | 13        |
| 5         | La España vacía                | 9 de julio de 2017       | 7         |
| 6         | Operación Plaza Roja           | 12 de noviembre de 2017  | 13        |
| 7         | Ruta de la Seda                | 13 de mayo de 2018       | 13        |
| 8         | Carreteras Extremas I          | 13 de enero de 2019      | 13        |
| 9         | Carreteras Extremas II         | 6 de octubre de 2019     | 13        |
| 10        | Las huellas del Gengis Khan    | 19 de enero de 2020      | 12        |
| 11        | Las huellas del Gengis Khan II | 4 de octubre de 2020     | 12        |